# Dieter Wallraff
Dieter Wallraff (* 22. Mai 1942 in Berenbostel, Landkreis Hannover; † 2. April 1995 in Garbsen) war ein deutscher Politiker (SPD) und Mitglied des Niedersächsischen Landtages.

## Leben
Nach der Berenbosteler Volksschule besuchte Dieter Wallraff ein Gymnasium in Hannover und erwarb dort 1962 das Abitur. Er studierte in Hannover an der Pädagogischen Hochschule, wurde Lehrer und war an der Hannoverschen Orientierungsstufe Rehmer Feld als Schulleiter tätig, bis er 1986 in den Niedersächsischen Landtag gewählt wurde.
In die SPD trat er im Jahr 1967 ein. Er übernahm im Garbsener Stadtverband der SPD den Vorsitz und den stellvertretenden Vorsitz im SPD-Unterbezirk Hannover-Land. In den Jahren 1972 bis 1974 war er Mitglied des Rates der Gemeinde Berenbostel, nach der Kommunalreform wurde er in der Stadt Garbsen Ratsmitglied und Beigeordneter, und er übernahm den Vorsitz der dortigen SPD-Fraktion.
Vom 21. Juni 1986 bis 20. Juni 1994 war er Mitglied des Niedersächsischen Landtages (11. und 12. Wahlperiode).
Er war verheiratet und hatte zwei Kinder.